# 和田村 (静岡県志太郡)
和田村（わだむら）は静岡県の中部、志太郡に属していた村である。現在の焼津市中部の海側にあたる。

## 地理
- 河川：栃山川

## 歴史
- 1889年（明治22年）4月1日 - 町村制の施行により、田尻村、田尻北村、下小田村、北新田村、一色村、惣右衛門村が合併して発足。
- 1955年（昭和30年）1月1日 - 焼津市に編入。同日和田村廃止。

## 教育機関
旧村域には現在、焼津市立和田小学校、焼津市立和田中学校がある。
焼津市立港中学校も旧村域に存在するが、合併後に設立したもの。

## 交通

### 道路
- 国道150号